# Andriej Szarijazdanow
Andriej Szarijazdanow, ros. Андрей Шариязданов (ur. 12 lipca 1976) – rosyjski szachista, arcymistrz od 1998 roku.

## Kariera szachowa
Pierwsze sukcesy na arenie międzynarodowej zaczął odnosić w połowie lat 90. XX wieku. W 1996 r. zdobył w Siófoku tytuł mistrza Europy juniorów do 20 lat, zwyciężył również w mistrzostwach Rosji w tej kategorii wiekowej. W 1998 r. zajął I m. zdobył w Rotterdamie tytuł akademickiego mistrza świata, zwyciężył w Niżnym Tagile, podzielił I m. w otwartym turnieju w Zadarze (wspólnie z Aleksandrem Delczewem i Zvonimirem Mestroviciem) oraz wystąpił w drużynie Rosji-B na szachowej olimpiadzie w Eliście.
W kolejnych latach sukcesy odniósł m.in. w:
- Oberwart – trzykrotnie I m. (2000 – samodzielnie, 2003 – wspólnie z Siemonem Dwojrisem, Władimirem Burmakinem, Milosem Pavloviciem i Ferencem Berkesem oraz 2004 – wspólnie z Siemonem Dwojrisem i Aleksandrem Riazancewem),
- Tomsku (1999, I m.)
- Gunturze (2000, I m.),
- Suboticy (2000, dz. II m. za Darmenem Sadwakasowem, wspólnie z Milosem Perunoviciem),
- Raipurze (2002, dz. II m. za Krishnanem Sasikiranem, wspólnie z Ehsanem Ghaemem Maghamim),
- Solinie i Splicie (2003, I m. – turniej rozegrany w dwóch miastach),
- Biel (2004, turniej open, dz. I m. wspólnie z Christianem Bauerem, Borysem Awruchem, Aleksandrem Rustemowem i Pawłem Eljanowem).

Najwyższy ranking w dotychczasowej karierze osiągnął 1 stycznia 2000 r., z wynikiem 2612 zajmował wówczas 70. miejsce na światowej liście FIDE, jednocześnie zajmując 19. miejsce wśród rosyjskich szachistów.